# 1014
| [ Edytuj tabelę ]              |                                                                                     |
| Książę Polski                  | - 992 Bolesław I Chrobry 1025                                                       |
| Król Angkoru                   | - 1010 Surjawarman I 1048                                                           |
| Król Anglii                    | - 978 Ethelred II Bezradny 1016 - 1013 Swen Widłobrody 1014 - 1014 Knut Wielki 1035 |
| Hrabia Aragonii i król Nawarry | - 1000 Sancho III Wielki 1035                                                       |
| Hrabia Barcelony               | - 992 Rajmund Borrell 1017                                                          |
| Książę Bawarii                 | - 1005 Henryk V 1026                                                                |
| Książę Burgundii               | - 1004 Rudolf III 1016                                                              |
| Cesarz Bizancjum               | - 976 Bazyli II Bułgarobójca 1025                                                   |
| Car Bułgarii                   | - 976 Samuel Komitopul 1014 - 1014 Gabriel Radomir 1015                             |
| Cesarz Chin                    | - 997 Song Zhenzong 1022                                                            |
| Książę Czech                   | - 1012 Oldrzych 1033                                                                |
| Król Danii                     | - 987 Swen Widłobrody 1014 - 1014 Harald Svensson 1018                              |
| Władca Egiptu                  | - 996 Al-Hakim bi-Amr Allah 1021                                                    |
| Król Francji                   | - 996 Robert II Pobożny 1031                                                        |
| Król Gruzji                    | - 1001 Bagrat III 1014 - 1014 Jerzy I 1027                                          |
| Hrabia Holandii                | - 993 Dirk III 1039                                                                 |
| Król Irlandii                  | - 1002 Brian Śmiały 1014                                                            |
| Cesarz Japonii                 | - 1011 Sanjō 1016                                                                   |
| Kalif                          | - 991 Al-Kadir 1031                                                                 |
| Hrabia Kastylii                | - 995 Sancho I Garcia 1017                                                          |
| Król Kastylii                  | - 1000 Sancho III 1035                                                              |
| Wielki książę Kijowa           | - 978 Włodzimierz I Wielki 1015                                                     |
| Patriarcha Konstantynopola     | - 999 Sergiusz II 1019                                                              |
| Władca Korei                   | - 1009 Hyŏnjong 1031                                                                |
| Król Leónu                     | - 999 Alfons V 1028                                                                 |
| Król Norwegii                  | - 999 Swen Widłobrody 1015                                                          |
| Hrabia Palatynatu              | - 994 Ezzon 1034                                                                    |
| Papież                         | - 1012 Benedykt VIII 1024                                                           |
| Hrabia Portugalii              | - 1008 Alvito Nunes 1015                                                            |
| Cesarz rzymski (niemiecki)     | - 1014 Henryk II 1024                                                               |
| Książę Saksonii                | - 1011 Bernard II 1059                                                              |
| Król Szkocji                   | - 1005 Malcolm II 1034                                                              |
| Król Szwecji                   | - 995 Olof Skötkonung 1022                                                          |
| Doża Wenecji                   | - 1009 Otton Orseolo 1026                                                           |
| Król Węgier                    | - 1000 Stefan I Święty 1038                                                         |

Rok 1014 / MXIV
stulecia: X wiek ~
XI wiek ~
XII wiek

lata: 1004 «
1009 «
1010 «
1011 «
1012 «
1013 «
1014
» 1015
» 1016
» 1017
» 1018
» 1019
» 1024

## Wydarzenia w Polsce
- Latem – wznowiona została wojna niemiecko-polska. Przyczyną było niewywiązywanie się Polski z obowiązków lennych (wedle ostatniego układu pokojowego Łużyce i Milsko oddano Polsce w lenno).

## Wydarzenia na świecie
- 3 lutego – Harald II Svensson został królem Danii.
- 14 lutego – papież Benedykt VIII uznał Henryka II królem Niemiec.
- 23 kwietnia – król Irlandii Brian Śmiały odniósł miażdżące zwycięstwo nad wikingami w bitwie pod Clontarf, jednak poległ w bitwie[1].
- 29 lipca – bitwa pod Klidion (w górach Belasica) kończąca wieloletnie wojny bizantyjsko-bułgarskie - wojska cara Samuela Komitopuli zostały doszczętnie rozbite przez armię dowodzoną przez cesarza bizantyjskiego Bazylego II.

## Zmarli
- 2/3 lutego – Swen Widłobrody, król Danii, Anglii i Norwegii (ur. ok. 950-960)[2]
- 23 kwietnia – Brian Śmiały, król Irlandii i Munsteru (ur. zap. 941)[1]
- 6 października – Samuel Komitopul, car Bułgarii (ur. ?)[3]
- data dzienna nieznana:
  - Bagrat III, król Gruzji (ur. ?)[4]